# Eosentomon mutti
Eosentomon mutti är en urinsektsart som beskrevs av Josef Nosek 1978. Eosentomon mutti ingår i släktet Eosentomon och familjen trakétrevfotingar. Inga underarter finns listade i Catalogue of Life.